# 上海联城足球俱乐部
上海联城足球俱乐部，是一家已经不存在的中国足球俱乐部，曾是中国足球超级联赛的球队之一，俱乐部合并解散前位于上海，主场设于上海浦东新区源深体育中心体育场。
联城俱乐部的前身是成立于2000年的大连足球特区俱乐部，此后曾先后改名为大连赛德隆、珠海安平、珠海中邦、上海中邦，2006年被拥有第九城市的中国著名富豪朱骏收购，改名为上海联城。
2007年2月8日，上海申花與上海联城两家中超俱乐部共同召開記者会，宣布由于朱骏斥巨资收购上海申花，兩支足球俱乐部合併組成新球隊。新俱乐部的注册名为上海申花联盛足球俱乐部，简称上海申花，联城的名字从此消失，原俱乐部也就此解散，放弃参加2007年联赛的资格。

## 俱乐部历史
2000年2月1日，大连足球特区俱乐部正式成立，参加乙级联赛。
2001年1月10日，俱乐部正式更名为大连赛德隆足球俱乐部，当年升入甲B联赛，次年在徐弘率领下获得联赛亚军。2002年被珠海安平足球俱乐部收购，改为珠海安平队。在2002年的甲B联赛中，“升班马”大连赛德隆夺得了亚军。因中国足协为了使国家队全力冲击2002年韩日世界杯，取消了当年的甲B联赛升降级，大连赛德隆无缘升级到甲A联赛。2004年，珠海安平更名为珠海中邦足球俱乐部并打入中超。
2005年末，上海联城的前身上海中邦足球俱乐部由于其后台出资方退出中国职业足球联赛，当时第九城市总裁朱骏便购买了中邦队，使得自己可以拥有一支中国足球顶级联赛的球队。同时他将自己拥有的上海九城足球俱乐部出售，仅以摘牌方式从原球队引进了祁宏、姜坤、殷锡福、荣宇、姚幼明五名球员，不过最后姚幼明并未完成转会。
朱骏收购球队后，在2006年的中国足球超级联赛开赛之前，俱乐部连续购入了数名国青队成员，并且全力在媒体面前炒作自己。由于主席朱骏本身特殊的行事风格，喜欢挥舞着支票簿来引起别人的注意，一时博得了不少眼球。而同时联城俱乐部却给非一线球员开出相当微薄的1500元人民币月薪，一度引来很多非议。
在2006年中国足球超级联赛前几轮，上海联城队在巴西主帅卡洛斯的率领下一度取得不错的成绩，然而赛季中期却战绩下滑，一度沦落到要保级的地步。最終僅得第7名。
2007年初，联城俱乐部与上海申花俱乐部合并，并申请注销俱乐部的中超资格，上海联城俱乐部正式从中国足坛消失。

### 实德系纷争
2000年，大连足球特区俱乐部成立並参加乙级联赛，这支球队其实就是大连实德的青年队。
2001年，俱乐部易名为大连赛德隆，同年升上甲B，而赛德隆国际电器公司是大连实德集团的子公司。
2003年初，中国足协认定赛德隆与实德的裙带关系违反了公平竞赛的规则，勒令大连赛德隆转让，珠海安平接手该队。次年中邦入主，升上中超后改名为上海中邦，不过因为双边的可疑战绩，仍被各方认为没有完全脱离实德系，事实上拥有股份的安平集团仍然和大连实德集团有着说不清道不明的关系。2005年底，在中国足协的压力下，俱乐部原来所有的其它后台资方彻底退出，由上海网游富豪朱骏全面接手，俱乐部改名上海联城。

## 涉嫌行贿
2012年4月25日，前足管中心主任谢亚龙在辽宁丹东中院接受法庭审理，承认上海联城足球俱乐部所有者朱骏于2006年向其行贿，以获得裁判员“在执法方面的支持”。

## 俱乐部名称变更
俱乐部解散前“联城”的名称，是来自于拥有者朱骏在甲级联赛的球队上海九城足球俱乐部联城足球队。2005年4月，九城俱乐部正式将球队的名称改为联城，以示与朱骏本身的网络产业第九城市之间的区别 。在之后收购上海中邦的过程中，更是联城而不是九城的名称被带到了新俱乐部，也成为中国足坛极为罕见的不使用任何机构组织或品牌的名称冠名球队和俱乐部的例子。

### 卫平和朱骏交叉投资的两支球队
卫平的中邦集团和朱骏的第九城市都曾经投资过两支相同的球队，其一是珠海中邦足球俱乐部（前身为大连赛德隆足球俱乐部），后搬到上海，更名为上海中邦足球俱乐部。但是这家俱乐部之后被当时的上海九城足球俱乐部老板朱骏收购，中邦集团保留10％股份并享有2006赛季冠名球队的权利，更名为上海联城足球俱乐部联城中邦队。申花联城合并后，中邦集团一度淡出足球界。其二，原来的上海九城足球俱乐部（前身为上海天娜足球俱乐部），被朱骏出售后，几经转手，又到了中邦集团手中，先搬到无锡又回到上海，更名为上海中邦足球俱乐部浦东中邦队。这两家俱乐部都曾经有过中邦集团和第九城市两个相同的后台资方，实际则是两支不同的球队。
| 2000年 | 上海青浦梅花 | 上海青浦梅花 | 大连足球特区 | 乙级     |   |   |
| 2001年 | 上海青浦梅花 | 上海青浦梅花 | 大连赛德隆   | 乙级     |   |   |
| 2002年 | 上海天娜     | 丙级         | 大连赛德隆   | 甲B      |   |   |
| 2003年 | 上海天娜     | 乙级         | 珠海安平     | 甲B      |   |   |
| 2004年 | 上海九城     | 乙级         | 珠海中邦     | 甲级     |   |   |
| 2005年 | 上海九城     | 甲级         | 上海中邦     | 中超     |   |   |
| 2006年 | 上海康博群英 | 甲级         | 上海联城中邦 | 中超     |   |   |
| 2007年 | 上海七斗星   | 甲级         | 合并解散     | 合并解散 |   |   |
| 2008年 | 无锡中邦     | 甲级         | -            | -        | - | - |
| 2009年 | 上海浦东中邦 | 甲级         | -            | -        | - | - |
| 2010年 | 上海浦东中邦 | 甲级         | -            | -        | - | - |
| 2011年 | 资产转让     | 资产转让     | -            | -        | - | - |

| 卫平拥有 | 朱骏拥有 |

## 联赛成绩
| 赛季 | 级别 | 名次   |
| ---- | ---- | ------ |
| 2004 | 中甲 | 第2名  |
| 2005 | 中超 | 第11名 |
| 2006 | 中超 | 第7名  |

## 著名球員
- 董方卓
- 王大雷
- 常琳
- 曲少言
- 张效瑞
- 姜坤
- 李钢
- 李大维
- 吳偉超
- 劉松偉
- 班宁